# أجاي مالهوترا
أجاي مالهوترا هو دبلوماسي هندي متقاعد من السلك الدبلوماسي الهندي، شغل منصب سفير الهند لدى الاتحاد الروسي. يشغل حاليًّا منصب رئيس اللجنة الاستشارية التابعة لمجلس حقوق الإنسان في منظمة الأمم المتحدة بجنيف.

## المسيرة الدبلوماسية
انضم إلى السلك الدبلوماسي الهندي في عام 1977. ومن عام 1979 إلى عام 1982، عمل في المفوضية العليا في نيروبي، حيث تولّى المهام السياسية المتعلقة بكينيا وعلاقات الهند مع سيشيل. ومن عام 1982 إلى عام 1985، شغل منصب السكرتير الثاني (سياسي) ثم الأول (سياسي) في سفارة الهند في موسكو.
ابتداءً من عام 1985، عمل كسكرتير أول (سياسي) في البعثة الدائمة للهند لدى الأمم المتحدة في جنيف، حيث تولّى ملفات تتعلق بمنظمة الصحة العالمية، المنظمة العالمية للملكية الفكرية، منظمة العمل الدولية، وغيرها من وكالات الأمم المتحدة، كما مثّل الهند في لجنة منظمة العمل الدولية المعنية بحرية تكوين الجمعيات، وشارك في الاجتماعات السنوية للجنة حقوق الإنسان التابعة للأمم المتحدة. عاد إلى وزارة الشؤون الخارجية في نيودلهي عام 1989 بصفته سكرتيرًا مساعدًا مكلفًا بقضايا حقوق الإنسان والبيئة الدولية، ثم تولّى منصب مدير مسؤول عن جميع الملفات متعددة الأطراف باستثناء نزع السلاح. وفيما يخص حقوق الإنسان، فقد أشرف على إجراءات التصديق التي قامت بها الهند على اتفاقية حقوق الطفل عام 1992، واتفاقية القضاء على جميع أشكال التمييز ضد المرأة عام 1993، كما ساهم في إنشاء اللجنة الوطنية لحقوق الإنسان في الهند.
شارك في القضايا البيئية العالمية، ومن ذلك مشاركته في الدورة الخاصة لبرنامج الأمم المتحدة للبيئة بعد عشر سنوات من مؤتمر ستوكهولم (نيروبي؛ 1982)،والمساهمة في صياغة تعديلات لندن لعام 1990 على بروتوكول مونتريال بشأن المواد المستنفدة لطبقة الأوزون، واتفاقية التنوع البيولوجي، واتفاقية الأمم المتحدة الإطارية بشأن تغيّر المناخ، وإعلان ريو بشأن البيئة والتنمية، وبيان المبادئ حول الغابات، وجدول أعمال القرن الحادي والعشرين، كما شارك في مؤتمر الأمم المتحدة المعني بالبيئة والتنمية (ريو دي جانيرو؛ 1992). كما كان عضوًا في مجموعة الخبراء القانونيين التابعة لبرنامج الأمم المتحدة للبيئة لدراسة مفهوم "الاهتمام المشترك للبشرية" في سياق القضايا البيئية العالمية.
شغل منصب مستشار (لشؤون الإعلام) في سفارة الهند في موسكو من عام 1993 إلى عام 1996.

## الجوائز والتكريم
في عام 2004، منحته جامعة "فاسيلي غولديش" الغربية في مدينة آراد، رومانيا، درجة الدكتوراه الفخرية تقديرًا لجهوده في دعم القضايا البيئية والتنمية المستدامة.
في عام 2011، أثنت لجنة جوائز "جائزة بالمر لتعزيز الديمقراطية" التابعة لمجلس مجتمع الديمقراطيات على دوره المحوري في دعم التنمية الديمقراطية وتطوير صندوق الأمم المتحدة للديمقراطية، ولجهوده في توجيه تمويلات الصندوق نحو منظمات المجتمع المدني.
وفي عام 2015، مُنح "جائزة الإنجاز مدى الحياة" من كلية "هندو" التابعة لجامعة دلهي، خلال الدورة الثالثة عشرة لجوائز الخريجين المتميزين في نيودلهي.

## الحياة الشخصية
أجاي مالهوترا متزوج من السيدة إيرا مالهوترا، وهي معلمة، وكانت المحررة المؤسسة لمجلة "التربية الأبوية" في الهند. وقد قامت بإطلاق السفينة الحربية "آي إن إس تريكاند"، التي تم تسليمها إلى الهند من روسيا خلال فترة ولايته.